# Acțiune: Dramă Totală
Acțiune: Dramă Totală (engleză Total Drama Action) este cel de-al doilea sezon al seriei animate Dramă Totală difuzat pe Cartoon Network și Teletoon. Acest sezon aduce în prim plan cei 14 concurenti câștigători ai probei din primul sezon pentru participarea la al doilea sezon, stabiliți de data aceasta în platourile de film abandonate.
Serialul a fost difuzat în România începând din 10 septembrie 2009 pe canalul Cartoon Network.

## Despre serial
Acțiune: Dramă Totală aduce în acest sezon în prim plan pe cei 14 concurenți norocoși pentru a avea din nou șansa de a câștiga un premiu și mai mare în valoare de 1.000.000$. Pentru a intra în posesia premiului concurenții vor trece prin probe și reguli care va deveni o rutină pentru ei. Gazda și prezentatorul sezonului este Chris McLean și co-prezentatorul și bucătarul său Bucătarul Satâr.
Înainte de începerea concursului cei 14 de concurenți vor fi împărțiți în două echipe, dar după trecerea unei probe, care îi va desemna pe doi câștigători, creatorii propriei echipe. În fiecare episod cele două echipe formate vor trece prin diverse probe, în urma cărora doar o echipă va câștiga invincibilitate. Echipa pierzătoare va folosi Cabina de Mahchiaj Confesională pentru confesiune, iar pentru a vota vor folosi aparatele electronice tactile. Seara, echipa se va prezenta la Ceremonia Premierilor Dramatice, unde toți, cu excepția unui vor primi simbol al imunității, in acest caz o Statuetă Chris Aurită, iar eliminatul va păși pe Aleea Rușinii, luând Limo-Rușinea părăsind platourile și competiția. În acest sezon, eliminații se vor prezenta pe platourile emisiunii prezentate de Geoff și Bridgette Urmările Dramei Totale.

## Echipe
Sunt două echipe în Acțiune: Dramă Totală, acestea fiind Boșorogii Urlători și Ghearele de Fier, amândouă cu un număr de 6 membrii, iar una din ele cu 7 apoi. Aici sunt membrii originali ai echipelor:
- Boșorogii Urlători: DJ, Duncan, Gwen, Harold, Heather și LeShawna.
- Ghearele de Fier: Beth, Izzy, Justin, Lindsay, Owen și Trent.
- Fără Echipă: Bridgette, Geoff (eliminați prin vot în episodul 2)

Courtney s-a alăturat echipei Ghearelor de Fier la începutul episodului 13.

## Episoade
| Premiera în România | N/o | Titlul românesc                              | Titlul original                                     |  |
| ------------------- | --- | -------------------------------------------- | --------------------------------------------------- |  |
|                     |     |                                              |                                                     |  |
| SEZONUL 2           |     |                                              |                                                     |  |
|                     |     |                                              |                                                     |  |
| 10.09.2009          | 01  | Fuga de monstru                              | Monster Cash                                        |  |
|                     |     |                                              |                                                     |  |
| 17.09.2009          | 02  | Ouăle de extraterestru                       | Alien Resurr-eggtion                                |  |
|                     |     |                                              |                                                     |  |
| 24.09.2009          | 03  | Revoltă pe platou                            | Riot on Set                                         |  |
|                     |     |                                              |                                                     |  |
| 01.10.2009          | 04  | Tortură la malul mării                       | Beach Blanket Bogus                                 |  |
|                     |     |                                              |                                                     |  |
| 08.10.2009          | 05  | Pentru testare în Vestul Sălbatic            | 3:10 to Crazytown                                   |  |
|                     |     |                                              |                                                     |  |
| 15.10.2009          | 06  | Urmările I: Trent Și Durerea                 | The Aftermath I.                                    |  |
|                     |     |                                              |                                                     |  |
| 22.10.2009          | 07  | Răscumpărarea                                | The Chefshank Redemption                            |  |
|                     |     |                                              |                                                     |  |
| 29.10.2009          | 08  | Doctor temporar                              | One Flu Over The Cuckoos                            |  |
|                     |     |                                              |                                                     |  |
| 05.11.2009          | 09  | Proba de groază                              | The Sand Witch Project                              |  |
|                     |     |                                              |                                                     |  |
| 12.11.2009          | 10  | Maestrii Dezastrelor                         | Masters of Disaster                                 |  |
|                     |     |                                              |                                                     |  |
| 19.11.2009          | 11  | În război                                    | Full Metal Drama                                    |  |
|                     |     |                                              |                                                     |  |
| 26.11.2009          | 12  | Urmările II: Pentru Gwen sau uită?           | The Aftermath II.                                   |  |
|                     |     |                                              |                                                     |  |
| 03.12.2009          | 13  | Bancherul                                    | Ocean's Eight - Or Nine                             |  |
|                     |     |                                              |                                                     |  |
| 10.12.2009          | 14  | Luptători preistorici                        | One Million Bucks B.C.                              |  |
|                     |     |                                              |                                                     |  |
| 17.12.2009          | 15  | Un test adevărat sportiv                     | Million Dollar Babies                               |  |
|                     |     |                                              |                                                     |  |
| 24.12.2009          | 16  | Formați U pentru unire                       | Dial M For Merger                                   |  |
|                     |     |                                              |                                                     |  |
| 31.12.2009          | 17  | Geniu de super erou                          | Super Hero-ld                                       |  |
|                     |     |                                              |                                                     |  |
| 07.01.2010          | 18  | Urmările III: Owen sau câștigul?             | The Aftermath III.                                  |  |
|                     |     |                                              |                                                     |  |
| 14.01.2010          | 19  | Mândrie de prințesă                          | The Princess Pride                                  |  |
|                     |     |                                              |                                                     |  |
| 21.01.2010          | 20  | Ce s-a întâmplat cu prezentatorul?           | Get a Clue                                          |  |
|                     |     |                                              |                                                     |  |
| 28.01.2010          | 21  | Staruri în devenire                          | Rock 'n Rule                                        |  |
|                     |     |                                              |                                                     |  |
| 04.02.2010          | 22  | Ce trebuie să știe comandantul               | Crouching Courtney, Hidden Owen                     |  |
|                     |     |                                              |                                                     |  |
| 11.02.2010          | 23  | 2008: Necazuri în spațiu                     | 2008: A Space Owen                                  |  |
|                     |     |                                              |                                                     |  |
| 18.02.2010          | 24  | Prietenii noștri păroși                      | Top Dog                                             |  |
|                     |     |                                              |                                                     |  |
| 25.02.2010          | 25  | Pirații de pe punte                          | Mutiny on the Sounstage                             |  |
|                     |     |                                              |                                                     |  |
| 04.03.2010          | 26  | Urmările IV: Cine vrea să aleagă milionarul? | The Aftermath IV.                                   |  |
|                     |     |                                              |                                                     |  |
| 29.08.2010          | 27  | Vânătoarea de vedete                         | Celebrity Manhunt's Total Drama Action Reunion Show |  |
| 29.08.2010          | 28  | Vânătoarea de vedete                         | Celebrity Manhunt's Total Drama Action Reunion Show |  |
|                     |     |                                              |                                                     |  |